# Смоленские епархиальные ведомости
«Смоленские епархиальные ведомости» — официальная газета Смоленской епархии, еженедельно выходившая в 1865—1918 годах. Всего вышло 1280 номеров.

## История
«Смоленские епархиальные ведомости» начали издаваться по инициативе ректора Смоленской духовной семинарии Павла (Лебедева). В 1864 году по ходатайству Смоленского и Дорогобужского епископа Антония (Амфитеатров) Святейшим Синодом было одобрено создание епархиального печатного органа. Первый номер вышел 1 января 1865 года.
Каждый номер газеты состоял из «Официального отдела» и «Прибавлений…» (с 1868 года — «Неофициальный отдел»).
В официальной части размещались правительственные и местные распоряжения и известия; в неофициальной — проповеди, «слова», беседы и речи, историко-статистические сведения о приходах, храмах, монастырях и духовенстве епархии.
Редакторами были Павел (Лебедев) (1865—1867), протоиерей Павел Ефимович Образцов (1867, 1868), протоиерей Даниил Петрович Лебедев (1882), Иван Петрович Сперанский (1883—1901). В 1882 и 1883 годах совместно с Д. П. Лебедевым и И. П. Сперанским редактировал Ведомости священник Иван Александрович Морошкин (1848 — 28.11.1914); в 1884—1890 годах совместно со Сперанским редактором был кандидат богословия Сергей Алексеевич Солнцев (6.10.1843—22.7.1891). В XX веке газету редактировали: Николай Александрович Виноградский (1901—1911), Николай Николаевич Соколов (1911—1913), Николай Никитич Редков (1913—1916), Пётр Алексеевич Чельцов (1916—1917), Семён Николаевич Самецкий.
В начале XX века тираж газеты составлял 800 экземпляров, из которых около 660 распространялись по подписке внутри епархии. Газета выходила два раза в месяц.
Последний известный номер датирован 11—20 декабря 1918 года.
С 1991 года Смоленская епархия вновь издаёт газету с таким же названием.